# Colin Carlson
Colin Carlson (* 1996) ist ein US-amerikanischer Biologe und Autor. Er gilt als ehemaliges Wunderkind, das mit 14 Jahren das Harry S. Truman Scholarship-Stipendium gewann und damit landesweit Schlagzeilen machte.

## Leben
Carlson wuchs als Einzelkind in der Kleinstadt Coventry, Connecticut, in einem Haus im Wald auf. Seine Mutter ist Sozialpsychologin an der Western New England University. Sein Vater, ein Musiker, starb, als er zwei Jahre alt war.
Im Jahr 2008 veröffentlichte die New York Times einen Artikel über ihn. Im Alter von 13 Jahren verklagte er die University of Connecticut wegen Altersdiskriminierung, da er nicht in der Lage war, einen Kurs zu belegen, der ein Auslandsstudium in Afrika erforderte.
Im Jahr 2011 nahm ihn die Nachrichtenwebsite Business Insider neben Mozart, Picasso und Bobby Fischer in eine Liste mit dem Titel „16 der klügsten Kinder der Geschichte“ auf. Mit 16 Jahren begann Carlson, alle Medieninterviews abzulehnen.
Mit 22 Jahren erwarb Carlson seinen Doktortitel. Er forscht an der Yale University School of Public Health als Assistenz-Professor für Epidemiologie. Carlson beschäftigt sich mit einer noch jungen Disziplin, die Virologie, Ökologie und Klimawandel vereint.

## Werk
Er ist der Hauptautor des Berichts „Parasite biodiversity faces extinction and redistribution in a changing climate“, der 2017 in der wissenschaftlichen Fachzeitschrift Science Advances erschien. Darin stellte er die These auf, dass etwa ein Drittel aller Parasitenarten bis 2070 aufgrund des Klimawandels aussterben könnten. Dies sei besorgniserregend, weil der Verlust von Läusen, Flöhen und Würmern neue Parasiten mit verheerenden gesundheitlichen Folgen hervorbringen könnte.